# Invaders Must Die (singel)
"Invaders Must Die" – pierwszy singel z piątego albumu studyjnego Invaders Must Die brytyjskiej grupy muzycznej The Prodigy, wydany 26 listopada 2008 roku przez wytwórnię Take Me to the Hospital. W teledysku do utworu występuje aktor Noel Clarke

## Lista utworów
Digital download
1. "Invaders Must Die" (Radio Edit) - 3:25

CD
1. "Invaders Must Die" (Liam H Re-amped Version) - 2:56
2. "Mescaline" - 4:58
3. "Thunder" (Arveene & Misk's Storm-Warning Remix) - 5:27
4. "Invaders Must Die" (Proxy Remix) - 4:03

7" (Limited Edition)
1. "Invaders Must Die" (Liam H Re-amped Version) - 2:56
2. "Thunder" (Doorly Remix) - 4:21